# Бејлитон (Алабама)
Бејлитон (енгл. Baileyton) град је у америчкој савезној држави Алабама. По попису становништва из 2010. у њему је живело 610 становника.

## Демографија
Према попису становништва из 2010. у граду је живело 610 становника, што је 74 (10,8%) становника мање него 2000. године.
| Група             | 2000.       | 2010.       |
| Белци             | 681 (99,6%) | 586 (96,1%) |
| Афроамериканци    | 0 (0,0%)    | 1 (0,2%)    |
| Азијати           | 1 (0,1%)    | 0 (0,0%)    |
| Хиспаноамериканци | 0 (0,0%)    | 9 (1,5%)    |
| Укупно            | 684         | 610         |